# Kalwang
Kalwang é um município da Áustria, situado no distrito de Leoben, na estado da Estíria. Tem 67,26 km² de área e sua população em 2019 foi estimada em 998 habitantes.